# Roxanne Frank
Roxanne Frank (født 14. januar 1998, i Mulhouse, Frankrig) er en fransk håndboldspiller, som spiller i ESBF Besançon og Frankrigs kvindehåndboldlandshold.